# 고려 투어스
고려 투어스(Koryo tours)는 중화인민공화국 베이징에 위치한 조선민주주의인민공화국의 전문 여행사이다.
일반적으로 겨울을 제외한 1년 내내 영업을 한다. 겨울에는 춥고 박물관도 폐관하기 때문에 관광을 진행하지 않는다. DMZ를 방문하거나 평양, 개성, 함흥, 백두산, 금강산 등 다양한 관광지를 둘러볼 수 있는 패키지가 있다. 또한, 집단체조와 평양국제영화축전 등 여러 가지 행사를 관람할 수 있으며, 마라톤에도 참가할 수 있다.

## 역사

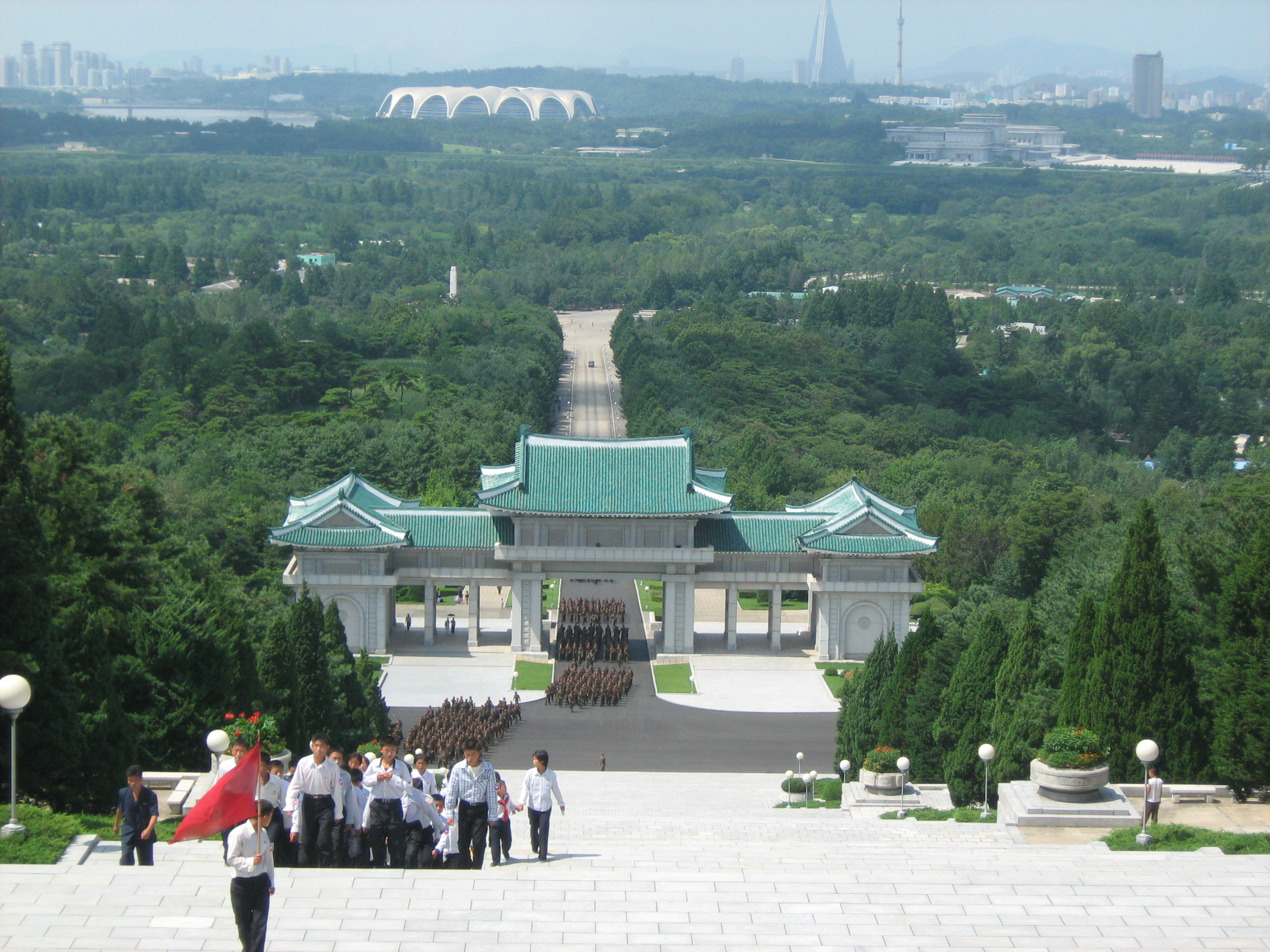
고려 투어스가 조직한 관광 코스의 풍경

1993년, 고려 투어스는 닉 보너와 조쉬 그린에 의해 설립되었다. 2002년, 사이먼 코커렐은 고려 투어스에 입사하였고 2015년에 고려 투어스의 지배인이 되었다.

## 관광
1993년, 고려 투어스는 조선국제려행사의 여행 사업자로 지정되었다. 고려 투어스의 관광객 중 50%가 넘는 관광객들이 서양인이다. 고려 투어스는 사이클링, 교육 관광 등과 같은 새로운 활동과 더불어, 조선민주주의인민공화국의 새로운 관광 사업지를 공개하는 역할을 맡고 있다.

## 영화 사업
고려 투어스는 많은 영화 제작에 이바지하고 있다. 다큐멘터리로는 《천리마 축구단》(2002), 《어떤 나라》(2004)와 《푸른 눈의 평양시민》(2006)이 있으며, 《김동무는 하늘을 난다》(2012)는 조선민주주의인민공화국의 출연자와 제작진과 함께 평양에서 촬영한 로맨틱 코미디 장편 영화이다.
2002년 10월, 고려 투어스는 《천리마 축구단》 제작의 한 일환으로 영국에서 개최된 1966년 FIFA 월드컵에 참가했던 조선민주주의인민공화국 축구 국가대표팀을 불러 모았다. 10만 명이 넘는 영국 축구 팬들이 다양한 축구 클럽에 속한 선수들을 환영하기 위해 모습을 드러냈다.

## 문화 활동
고려 투어스는 총 12만 명의 현지 관중이 참석하는 평양국제영화축전의 국제 코디네이터이다. 2004년과 2006년에는 《슈팅 라이크 베컴》, 《en:Bean (film)》과 《신부와 편견》을 상영하였는데, 각각의 영화를 12,000명이 넘는 현지인들이 시청하였다. 2010년 12월 26일, 고려 투어스는 영국 대사관을 도와 《슈팅 라이크 베컴》의 현지 내 방송을 진행하였으며, 이는 조선민주주의인민공화국에서 최초로 방영된 서양 장편 영화가 되었다.
고려 투어스는 음악과 스포츠를 포함한 다양한 문화 교류를 조직하였다. 고려 투어스는 조선민주주의인민공화국 체육성과 함께 현지인과 서양인들 사이의 첫 축구, 아이스하키, 크리켓, 발리볼, 그리고 얼티밋 친선 경기를 마련하였다. 2010년 9월, 고려 투어스는 10년 동안 이어진 외교 관계를 보여주기 위해 영국 대사관과 CLSA의 지원으로 평양에서 조선민주주의인민공화국의 두 팀과 미들즈버러FC 여자축구팀의 경기를 개최하였다. 6,000명의 현지 팬들이 이 경기를 관람하였으며, 전국으로 경기가 방송되었다.

### 출판된 저작물
고려 투어스는 2002년, 조선민주주의인민공화국의 사진가와 함께 평양의 건축 양식을 촬영한 〈Wallpaper Magazine〉을 출판하였다. 2007년, British Journal of Photography 국제 시상식에서 상을 수여받은 찰리 크레인(en:Charlie Crane)과 함께 작업한 사진 연구서 〈Welcome to Pyongyang〉을 출판하였다. 2008년, Werner Kranwetvogel과 함께 작업한 집단체조 사진첩 〈A Night in Pyongyang〉을 출판하였다.
2012년, 고려 투어스는 조선민주주의인민공화국의 관광지를 홍보하기 위해 브라우저 기반의 레이싱 비디오 게임인 평양레이서를 제작하였다.

## 같이 보기
- en:Tourism in North Korea